# Martín Zúñiga
Martín Roberto Zúñiga Hernández (Tampico, 6 agosto 1970) è un ex calciatore messicano, di ruolo portiere.
È soprannominato El Pulpo.